# Kilkishen House SAC
Kilkishen House SAC este o arie protejată (arie specială de conservare — SAC, sit de importanță comunitară — SCI) din Irlanda întinsă pe o suprafață de 0,44 ha, integral pe uscat.

## Localizare
Centrul sitului Kilkishen House SAC este situat la coordonatele 52°48′07″N 8°45′39″W / 52.801835°N 8.760745°V.

## Înființare
Situl Kilkishen House SAC a fost declarat sit de importanță comunitară în martie 2003 pentru a proteja un număr necunoscut de specii din flora spontană și fauna sălbatică aflate în arealul zonei. Situl a fost protejat și ca arie specială de conservare în aprilie 2016.

## Biodiversitate
Situată în ecoregiunea atlantică, aria protejată nu include niciun habitat protejat.
La baza desemnării sitului se află un număr nedeclarat de specii protejate.
Pe lângă speciile protejate, pe teritoriul sitului au mai fost identificate 1 specie de mamifere.